# Walter Zunker
Walter Zunker (* 8. Dezember 1912; † nach 1949) war ein deutscher Fußballspieler.

## Karriere

### Vereine
Zunker gehörte dem Blau-Weiß 90 Berlin als Mittelfeldspieler an, für den er von 1938 bis 1945 in der Gauliga Berlin-Brandenburg, in einer von zunächst 16, später auf 23 aufgestockten Gauligen zur Zeit des Nationalsozialismus als einheitlich höchste Spielklasse im Deutschen Reich, Punktspiele bestritt. Am Ende seiner Premierensaison gewann er mit seiner Mannschaft aufgrund des besseren Torquotienten gegenüber der punktgleichen Hertha BSC die Gaumeisterschaft. Infolgedessen nahm er mit seiner Mannschaft auch an der Endrunde um die Deutsche Meisterschaft teil. Am 21. Mai 1939 debütierte er bei der 0:3-Niederlage gegen den SV Hindenburg Allenstein im letzten Spiel der Gruppe 1, die seine Mannschaft als Letztplatzierter abschloss und somit aus dem Wettbewerb ausschied, da nur die Gruppensieger ins Halbfinale gelangten. Drei Jahre später gewann er mit seiner Mannschaft erneut die Gaumeisterschaft, diesmal mit zwei Punkten vor Tennis Borussia Berlin, dem Meister des Vorjahres. Erneut war seine Mannschaft in der Endrunde um die Deutsche Meisterschaft vertreten. Er bestritt fünf Spiele einschließlich des Spiels um Platz 3, das am 4. Juli 1942 mit 4:0 gegen Kickers Offenbach gewonnen wurde. Des Weiteren kam er in fünf aufeinander folgenden Jahren im 1935 eingeführten Wettbewerb um den Tschammerpokal, dem Pokalwettbewerb für Vereinsmannschaften, in insgesamt 16 Spielen zum Einsatz. 1939 und 1942 kam er mit seiner Mannschaft am weitesten; zweimal schied sie im Viertelfinale aus dem Wettbewerb aus.
Nach dem Ende des Zweiten Weltkriegs spielte er die Saison 1948/49 in der Stadtliga Berlin, die er mit dem Berliner SV 1892 auch gewann. Sein einziges und zugleich letztes Endrundenspiel endete erneut im Viertelfinale, da seine Mannschaft am 12. Juni 1949 im Berliner Olympiastadion mit 0:5 Borussia Dortmund unterlag.

### Auswahlmannschaft
Als Spieler der Gauauswahlmannschaft Berlin-Brandenburg nahm er auch am Wettbewerb um den Reichsbundpokal teil. In der Saison 1941/42 erreichte seine Mannschaft nach Siegen im Achtel- und Viertelfinale das am 7. September 1942 im Berliner Poststadion angesetzte Halbfinale, das vor 15.000 Zuschauern mit dem Ergebnis von 1:1 n. V. keinen Sieger fand. Das am 27. September 1942 im Hamburger Stadion Hoheluft ausgetragene Wiederholungsspiel verlor er mit seiner Mannschaft mit 1:4 und schied somit aus dem Wettbewerb aus.

## Erfolge
- Berliner Meister 1949
- Dritter der Deutschen Meisterschaft 1942
- Gaumeister Berlin-Brandenburg, 1939, 1942